# Tercera Federación - Grupo XII 2022-23
La temporada 2022-23 del Grupo XII de la Tercera Federación de fútbol comenzó el 11 de septiembre de 2022 y finalizó el 23 de abril de 2023. Posteriormente se disputa la promoción de ascenso entre el 30 de abril y el 21 de mayo en su fase territorial, y para finalizar en su fase nacional entre el 28 de mayo y el 4 de junio. Durante esta campaña es el quinto nivel de las Ligas de fútbol de España para los clubes de Canarias, por debajo de la Segunda Federación y por encima de las ligas interinsulares preferentes de Las Palmas y Tenerife. Se trata de la segunda edición después de la reestructuración de las categorías no profesionales por parte de la RFEF.

## Sistema de competición
Participan dieciséis clubes en un único grupo. Se enfrentan todos contra todos en dos ocasiones -una en campo propio y otra en campo contrario- durante un total de 30 jornadas. El orden de los encuentros se decide por sorteo antes de empezar la competición. La Federación de Fútbol de Canarias es la responsable de designar las fechas de los partidos y los árbitros de cada encuentro, reservando al equipo local la potestad de fijar el horario exacto de cada encuentro.
Una vez finalizada la competición, el primer clasificado asciende directamente a Segunda Federación y se proclama campeón de Tercera Federación.
Los clasificados entre el segundo y el quinto lugar disputan un Play Off territorial en formato de eliminatorias a doble partido de ida y vuelta. En caso de empate el vencedor de la eliminatoria es el equipo mejor clasificado. El equipo vencedor de este Play Off se clasifica a la Promoción de ascenso a Segunda Federación que tiene carácter de final interterritorial.
Los tres últimos clasificados descendían directamente a las ligas interinsulares preferentes de Las Palmas y Tenerife; pero en el mes de mayo y una vez finalizada la temporada se anunció el acuerdo de la ampliación de la categoría, pasando de dieciséis a dieciocho equipos en cada uno de los grupos de Tercera Federación. En el mes de junio la RFEF lo confirmó en una circular, anunciando que las dos plazas vacantes deben ser propuestas por las federaciones territoriales y aprobadas por la RFEF, amparándose en los artículos 119 y 217 del Reglamento General en los que se da prioridad a los equipos que hayan ocupado puestos de descenso en esta categoría.

## Ascensos y descensos
| Pos. | Ascendidos a 2ª Federación |
| ---- | -------------------------- |
| 1º   | C. D. Atlético Paso        |

| Pos. | Descendidos de 2.ª División RFEF |
| ---- | -------------------------------- |
| 14.º | C. D. Mensajero                  |
| 15.º | Las Palmas Atlético              |
| 16.º | U. D. San Fernando               |
| 17.º | C. F. Panadería Pulido San Mateo |
| 18.º | U. D. Tamaraceite                |

| Pos.     | Ascendidos de Interinsular Preferentes |
| -------- | -------------------------------------- |
| 1º LP    | Estrella C. F.                         |
| 2º TN G3 | U. D. Ibarra                           |

| Pos. | Descendidos a Interinsular Preferentes |
| ---- | -------------------------------------- |
| 2.º  | U. D. Las Palmas "C"                   |
| 12.º | C. D. Buzanada                         |
| 13.º | C. D. Herbania                         |
| 14.º | S. D. Tenisca                          |
| 15.º | C. D. Vera                             |
| 16.º | C. F. Unión Viera                      |
| 17.º | U. D. Las Zocas                        |

## Equipos

### Listado de equipos
| Equipo                           | Localidad                     | Estadio                        | Capacidad |
| -------------------------------- | ----------------------------- | ------------------------------ | --------- |
| Arucas C. F.                     | Arucas                        | Tonono                         | 1.000     |
| Estrella C. F.                   | Santa Lucía de Tirajana       | Las Palmitas                   | 2.500     |
| U. D. Gran Tarajal               | Gran Tarajal (Tuineje)        | Municipal Gran Tarajal         | 2.000     |
| U. D. Ibarra                     | Las Galletas (Arona)          | Municipal Villa Isabel         | 3.000     |
| C. D. La Cuadra                  | Puerto del Rosario            | Municipal de Los Pozos         | 2.000     |
| U. D. Lanzarote                  | Arrecife                      | Ciudad Deportiva de Lanzarote  | 7.000     |
| Las Palmas Atlético              | Las Palmas de Gran Canaria    | Anexo Gran Canaria             | 500       |
| C. D. Marino                     | Playa de las Américas (Arona) | Antonio Domínguez Alfonso      | 7.500     |
| C. D. Mensajero                  | Santa Cruz de La Palma        | Estadio Silvestre Carrillo     | 6.000     |
| C. F. Panadería Pulido San Mateo | Vega de San Mateo             | Municipal Vega de San Mateo    | 2.000     |
| U. D. San Fernando               | Maspalomas                    | Ciudad Deportiva de Maspalomas | 1.000     |
| C. D. CRI Santa Úrsula           | Santa Úrsula                  | Argelio Tabares                | 2.000     |
| U. D. Tamaraceite                | Las Palmas de Gran Canaria    | Juan Guedes                    | 1.100     |
| C. D. Tenerife "B"               | San Cristóbal de La Laguna    | Ciudad Deportiva Javier Pérez  | 2.400     |
| C. D. Unión Sur Yaiza            | Yaiza                         | Municipal de Yaiza             | 2.000     |
| U. D. Villa de Santa Brígida     | Santa Brígida                 | Municipal de Los Olivos        | 600       |

| Arucas Estrella Gran Tarajal Ibarra La Cuadra Lanzarote Las Palmas At. Marino Mensajero P.Pulido S.Mateo San Fernando Santa Úrsula Tamaraceite Tenerife "B" U.Sur Yaiza Santa Brígida |

### Equipos por Isla
| N.º | Isla          | Equipos | Provincia              |
| --- | ------------- | --- | ---------------------- |
| 2   | Fuerteventura | Gran Tarajal, y La Cuadra | Las Palmas             |
| 2   | Lanzarote     | U.D. Lanzarote y C. D. Unión Sur Yaiza                                                                                       | Las Palmas             |
| 7   | Gran Canaria  | Arucas C.F., Estrella C.F., Las Palmas Atlético, Panadería Pulido San Mateo, San Fernando, Villa Santa Brígida y Tamaraceite | Las Palmas             |
| 1   | La Palma      | Mensajero | Santa Cruz de Tenerife |
| 4   | Tenerife      | Ibarra, Marino, Santa Úrsula y Tenerife "B"                                                                                  | Santa Cruz de Tenerife |

## Clasificación
| Pos. | Equipo                           | Pts. | PJ | G  | E  | P  | GF | GC | Dif. |                                                    |
| ---- | -------------------------------- | ---- | -- | -- | -- | -- | -- | -- | ---- | -------------------------------------------------- |
| 1    | C. D. Mensajero (A, C)           | 58   | 30 | 18 | 4  | 8  | 53 | 36 | +17  | Ascenso a Segunda Federación y Copa del Rey        |
| 2    | U. D. Lanzarote                  | 53   | 30 | 15 | 8  | 7  | 51 | 29 | +22  | Play-Offs Ascenso a Segunda Federación y Copa RFEF |
| 3    | U. D. San Fernando (A)           | 51   | 30 | 15 | 6  | 9  | 39 | 25 | +14  | Play-Offs Ascenso a Segunda Federación             |
| 4    | Las Palmas Atlético              | 50   | 30 | 13 | 11 | 6  | 43 | 28 | +15  | Play-Offs Ascenso a Segunda Federación             |
| 5    | U. D. Villa de Santa Brígida     | 50   | 30 | 14 | 8  | 8  | 38 | 26 | +12  | Play-Offs Ascenso a Segunda Federación             |
| 6    | C. D. Tenerife "B"               | 49   | 30 | 13 | 10 | 7  | 44 | 33 | +11  |                                                    |
| 7    | C. F. Panadería Pulido San Mateo | 47   | 30 | 12 | 11 | 7  | 36 | 28 | +8   |                                                    |
| 8    | C. D. CRI Santa Úrsula           | 44   | 30 | 12 | 8  | 10 | 42 | 34 | +8   |                                                    |
| 9    | U. D. Tamaraceite                | 38   | 30 | 10 | 8  | 12 | 33 | 33 | 0    |                                                    |
| 10   | C. D. Unión Sur Yaiza            | 38   | 30 | 10 | 8  | 12 | 40 | 49 | −9   |                                                    |
| 11   | C. D. Marino                     | 37   | 30 | 11 | 4  | 15 | 38 | 44 | −6   |                                                    |
| 12   | Arucas C. F.                     | 37   | 30 | 10 | 7  | 13 | 37 | 47 | −10  |                                                    |
| 13   | C. D. La Cuadra                  | 37   | 30 | 9  | 10 | 11 | 49 | 38 | +11  |                                                    |
| 14   | U. D. Ibarra                     | 26   | 30 | 5  | 11 | 14 | 31 | 58 | −27  |                                                    |
| 15   | U. D. Gran Tarajal               | 25   | 30 | 6  | 7  | 17 | 29 | 49 | −20  |                                                    |
| 16   | Estrella C. F. (D)               | 17   | 30 | 4  | 5  | 21 | 19 | 65 | −46  | Descenso a Interinsular Preferente                 |

Actualizado a los partidos jugados el 23 de abril de 2023.
 Fuente: Resultados Fútbol

## Resultados
| Local \ Visitante                | ARU | EST | GRA | IBA | LAC | LAN | LAS | MAR | MEN | PAN | SFE | STU | TAM | TEN | USY | VSB |
| -------------------------------- | --- | --- | --- | --- | --- | --- | --- | --- | --- | --- | --- | --- | --- | --- | --- | --- |
| Arucas C. F.                     | —   | 2–0 | 0–1 | 1–1 | 1–0 | 1–4 | 1–1 | 2–1 | 2–3 | 3–1 | 1–0 | 1–6 | 1–1 | 2–4 | 2–1 | 3–1 |
| Estrella C. F.                   | 1–2 | —   | 2–0 | 0–5 | 0–6 | 1–1 | 1–2 | 2–0 | 0–1 | 0–0 | 1–3 | 2–1 | 1–0 | 0–1 | 2–2 | 0–0 |
| U. D. Gran Tarajal               | 0–1 | 0–0 | —   | 0–2 | 2–1 | 1–3 | 2–1 | 4–1 | 2–2 | 0–1 | 2–3 | 2–2 | 0–2 | 0–1 | 1–0 | 2–1 |
| U. D. Ibarra                     | 1–1 | 4–3 | 1–1 | —   | 1–0 | 1–4 | 0–0 | 0–0 | 2–3 | 1–2 | 0–3 | 0–2 | 0–0 | 1–1 | 1–3 | 0–0 |
| C. D. La Cuadra                  | 0–0 | 6–0 | 1–1 | 1–1 | —   | 1–3 | 4–3 | 0–2 | 3–0 | 2–4 | 0–1 | 4–1 | 1–1 | 1–2 | 3–2 | 2–0 |
| U. D. Lanzarote                  | 1–0 | 2–0 | 2–0 | 3–1 | 3–2 | —   | 4–1 | 2–0 | 1–1 | 0–0 | 0–2 | 1–0 | 2–0 | 1–2 | 0–1 | 2–3 |
| Las Palmas Atlético              | 1–0 | 3–0 | 2–0 | 5–0 | 2–2 | 2–2 | —   | 1–0 | 2–0 | 1–0 | 0–1 | 0–0 | 1–0 | 1–1 | 1–0 | 1–1 |
| C. D. Marino                     | 3–2 | 5–1 | 2–0 | 1–3 | 1–1 | 1–0 | 0–2 | —   | 2–0 | 3–0 | 2–1 | 0–4 | 1–1 | 0–1 | 1–0 | 1–2 |
| C. D. Mensajero                  | 2–1 | 2–1 | 5–2 | 3–0 | 1–1 | 2–1 | 1–0 | 3–2 | —   | 3–0 | 3–1 | 1–3 | 2–1 | 2–0 | 3–0 | 2–0 |
| C. F. Panadería Pulido San Mateo | 0–0 | 2–0 | 1–1 | 3–0 | 0–2 | 0–1 | 1–1 | 1–2 | 2–1 | —   | 1–0 | 1–1 | 5–0 | 1–1 | 2–0 | 2–1 |
| U. D. San Fernando               | 1–1 | 2–0 | 1–0 | 4–1 | 1–1 | 1–0 | 1–1 | 1–2 | 1–2 | 0–1 | —   | 3–0 | 1–3 | 2–0 | 0–2 | 2–1 |
| C. D. CRI Santa Úrsula           | 4–2 | 2–0 | 3–2 | 3–0 | 0–0 | 1–1 | 2–4 | 1–0 | 2–1 | 0–1 | 0–0 | —   | 1–0 | 0–1 | 0–0 | 2–1 |
| U. D. Tamaraceite                | 2–0 | 1–0 | 2–0 | 3–0 | 0–1 | 1–4 | 1–1 | 1–1 | 0–2 | 1–1 | 0–2 | 1–0 | —   | 2–1 | 6–0 | 1–2 |
| C. D. Tenerife "B"               | 3–2 | 6–0 | 2–1 | 2–2 | 1–1 | 0–0 | 2–0 | 3–2 | 0–0 | 1–1 | 0–0 | 2–0 | 1–1 | —   | 2–3 | 0–1 |
| C. D. Unión Sur Yaiza            | 3–1 | 2–1 | 1–1 | 2–2 | 2–1 | 2–2 | 1–2 | 3–2 | 3–2 | 1–1 | 0–1 | 1–1 | 0–1 | 4–3 | —   | 1–1 |
| U. D. Villa de Santa Brígida     | 0–1 | 2–0 | 3–1 | 4–0 | 2–1 | 1–1 | 0–0 | 2–0 | 1–0 | 1–1 | 0–0 | 2–0 | 1–0 | 2–0 | 2–0 | —   |

## Play Off de Ascenso a Segunda Federación
|  | Semifinales                                          | Semifinales                                          | Semifinales                                          | Semifinales                                          | Semifinales                                          |   |    | Final                                                | Final                                                | Final                                                | Final                                                | Final                                                |  |
|  | 30 de abril de 2023 (ida) 7 de mayo de 2023 (vuelta) | 30 de abril de 2023 (ida) 7 de mayo de 2023 (vuelta) | 30 de abril de 2023 (ida) 7 de mayo de 2023 (vuelta) | 30 de abril de 2023 (ida) 7 de mayo de 2023 (vuelta) | 30 de abril de 2023 (ida) 7 de mayo de 2023 (vuelta) |   |    | 14 de mayo de 2023 (ida) 21 de mayo de 2023 (vuelta) | 14 de mayo de 2023 (ida) 21 de mayo de 2023 (vuelta) | 14 de mayo de 2023 (ida) 21 de mayo de 2023 (vuelta) | 14 de mayo de 2023 (ida) 21 de mayo de 2023 (vuelta) | 14 de mayo de 2023 (ida) 21 de mayo de 2023 (vuelta) |  |
|  |                                                      |                                                      |                                                      |                                                      |                                                      |   |    |                                                      |                                                      |                                                      |                                                      |                                                      |  |
|  |                                                      |                                                      |                                                      |                                                      |                                                      |   |    |                                                      |                                                      |                                                      |                                                      |                                                      |  |
|  | 5º                                                   | Villa de Santa Brígida                               | 1                                                    | 1                                                    | 2                                                    |   |    |                                                      |                                                      |                                                      |                                                      |                                                      |  |
|  | 5º                                                   | Villa de Santa Brígida                               | 1                                                    | 1                                                    | 2                                                    |   |    |                                                      |                                                      |                                                      |                                                      |                                                      |  |
|  | 2º                                                   | U. D. Lanzarote                                      | 0                                                    | 1                                                    | 1                                                    |   |    |                                                      |                                                      |                                                      |                                                      |                                                      |  |
|  | 2º                                                   | U. D. Lanzarote                                      | 0                                                    | 1                                                    | 1                                                    |   | 5º | Villa de Santa Brígida                               | 1                                                    | 0                                                    | 1                                                    |                                                      |  |
|  |                                                      |                                                      |                                                      |                                                      |                                                      |   | 5º | Villa de Santa Brígida                               | 1                                                    | 0                                                    | 1                                                    |                                                      |  |
|  |                                                      |                                                      | 3º                                                   | U. D. San Fernando                                   | 1                                                    | 0 | 1  |                                                      |                                                      |                                                      |                                                      |                                                      |  |
|  | 4º                                                   | Las Palmas Atlético                                  | 3º                                                   | U. D. San Fernando                                   | 1                                                    | 0 | 1  | 1                                                    | 1                                                    | 2                                                    |                                                      |                                                      |  |
|  | 4º                                                   | Las Palmas Atlético                                  |                                                      |                                                      |                                                      |   |    | 1                                                    | 1                                                    | 2                                                    |                                                      |                                                      |  |
|  | 3º                                                   | U. D. San Fernando                                   | 0                                                    | 2                                                    | 2                                                    |   |    |                                                      |                                                      |                                                      |                                                      |                                                      |  |
|  | 3º                                                   | U. D. San Fernando                                   | 0                                                    | 2                                                    | 2                                                    |   |    |                                                      |                                                      |                                                      |                                                      |                                                      |  |
|  |                                                      |                                                      |                                                      |                                                      |                                                      |   |    |                                                      |                                                      |                                                      |                                                      |                                                      |  |

## Clasificado a la Copa del Rey
| Bandera de Canarias |
| C. D. Mensajero     |
| 1º Puesto           |

Nota: Hay posibilidad de que el subcampeón se clasifique a la Copa del Rey si no es un equipo filial.